# Журналистские расследования
Журнали́стские рассле́дования — вид журналистики (как деятельности по сбору и интерпретации информации), который характеризует планомерное и, как правило, долговременное исследование предмета публикации, обычно посвящённой преступлениям, политическим скандалам, деятельности тех или иных организаций и лиц и тому подобное.

Работа журналиста в этом жанре похожа на работу частного детектива, так как основывается на поиске совокупности фактов, которые заинтересованные лица и/или организации скрывают от общества. Де Бург в 2000 году дал следующее определение:
Работа журналиста-следователя близка по технике к тому, что делает полиция, адвокаты, аудиторы, но ориентирована не столько на преследование законом, сколь на огласку.

## Цели
Цели журналистского расследования выступают одним из основных факторов, предопределяющих своеобразие данного вида деятельности. В качестве основной цели предполагается необходимость установления и предания гласности истинных причин определённых противоправных событий, процессов, ситуаций; обнаружения тайных пружин расследуемых явлений или раскрытия порочного механизма совершения преступления, разоблачения преступников. Расследование может проводиться с целью достижения какого-то политического или экономического результата, например разоблачения деятельности экстремистской политической организации, выявления фактов злоупотребления должностным положением, смещения коррупционера с министерской должности, лишения махинатора депутатского иммунитета и предания его суду, возвращения в страну награбленных капиталов и пр.

## Методика

### Выбор темы
Экс-редактор The Philadelphia Inquirer (одной из газет, специализирующихся на расследованиях) Джин Робертс отмечал:

Расследование заключается не в том, чтобы застать политика со спущенными штанами или выявить отдельное нарушение закона, а в том, чтобы докапываться до фактов, лежащих глубоко под поверхностью, чтобы помочь читателю в понимании того, что происходит в нашем всё более сложном мире.

Любое расследование как и любой журналистский материал начинается с выбора темы. Это могут быть события, явления и факты, как общеизвестные, так и конфиденциальные сведения, неизвестные никому. «Порой поводом для изысканий становится заурядный на первый взгляд эпизод, и единственный совет, который можно дать на этот счёт — будьте внимательны к мелочам».
Началом расследования могут стать:
- события;
- происшествия;
- собственные наблюдения и предположения;
- материалы СМИ;
- документы (как открытые — распоряжения и постановления властных органов, так и частично открытые, и конфиденциальные, от документации коммерческих структур — до ведомственной документации служебного характера);
- заявления официальных лиц, в том числе пресс-релизы госорганов или частных организаций;
- слухи;
- сообщения, полученные от внешнего источника информации, или «инициатора».

### Этапы
Познавательные этапы журналистского расследования возникают в силу необходимости последовательного решения задач в процессе расследования, которые связаны одна с другой причинно-следственными отношениями. Поэтому, не решив предшествующую (не создав причину), нельзя решить последующую (получить следствие). Конечно, отдельные этапы в том или ином конкретном случае могут быть «микшированы», то есть оказаться слабо проявленными, но тем не менее говорить об их существовании можно. Знание познавательных этапов позволяет более осознанно двигаться к цели, поставленной в ходе расследования.
Основные этапы журналистского расследования:
- составление плана мероприятий;
- сбор и обработка первичной информации;
- работа с источниками;
- систематизация собранной информации;
- формирование доказательной базы;
- генеральное интервью;
- юридическая экспертиза;
- подготовка материала.

## Примеры

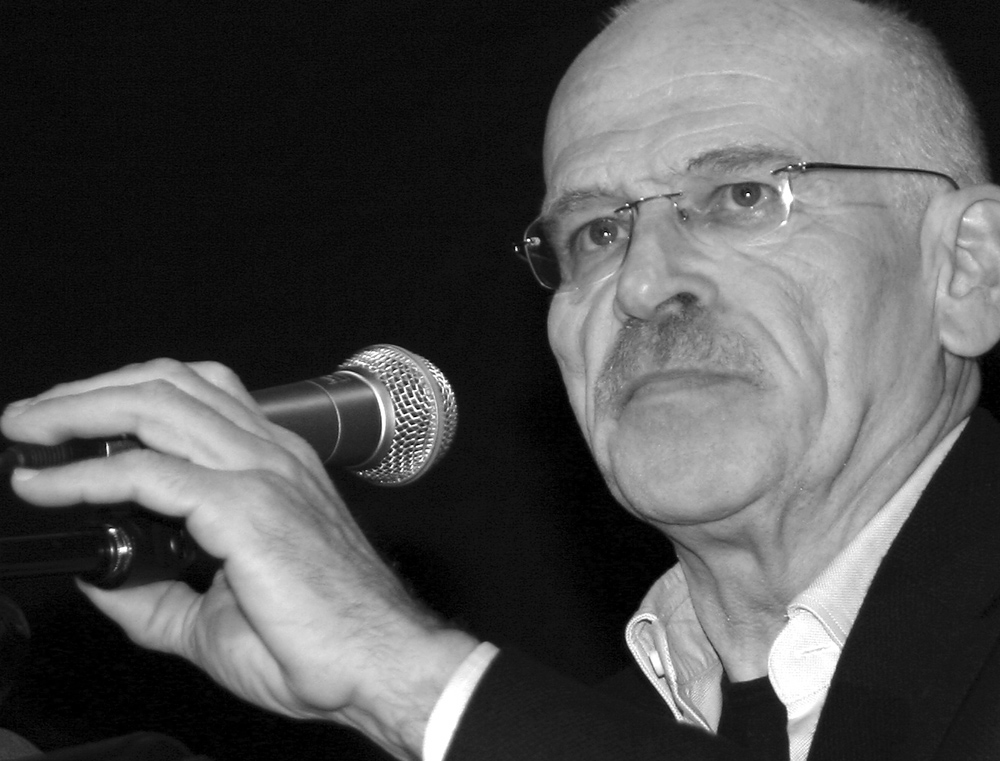
Вальраф, Гюнтер
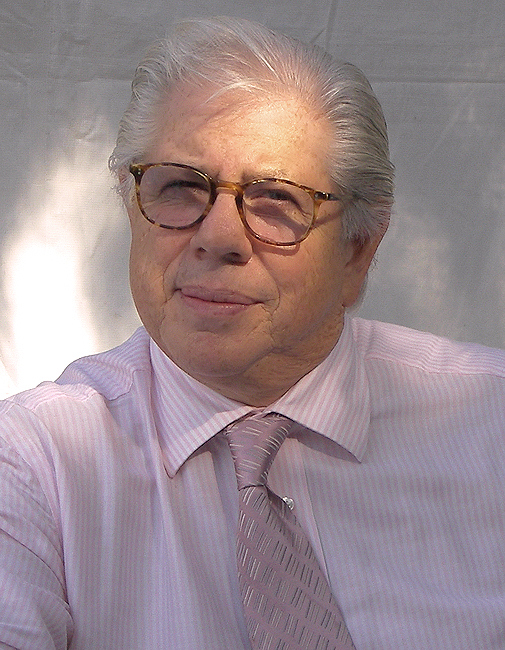
Бернстайн, Карл
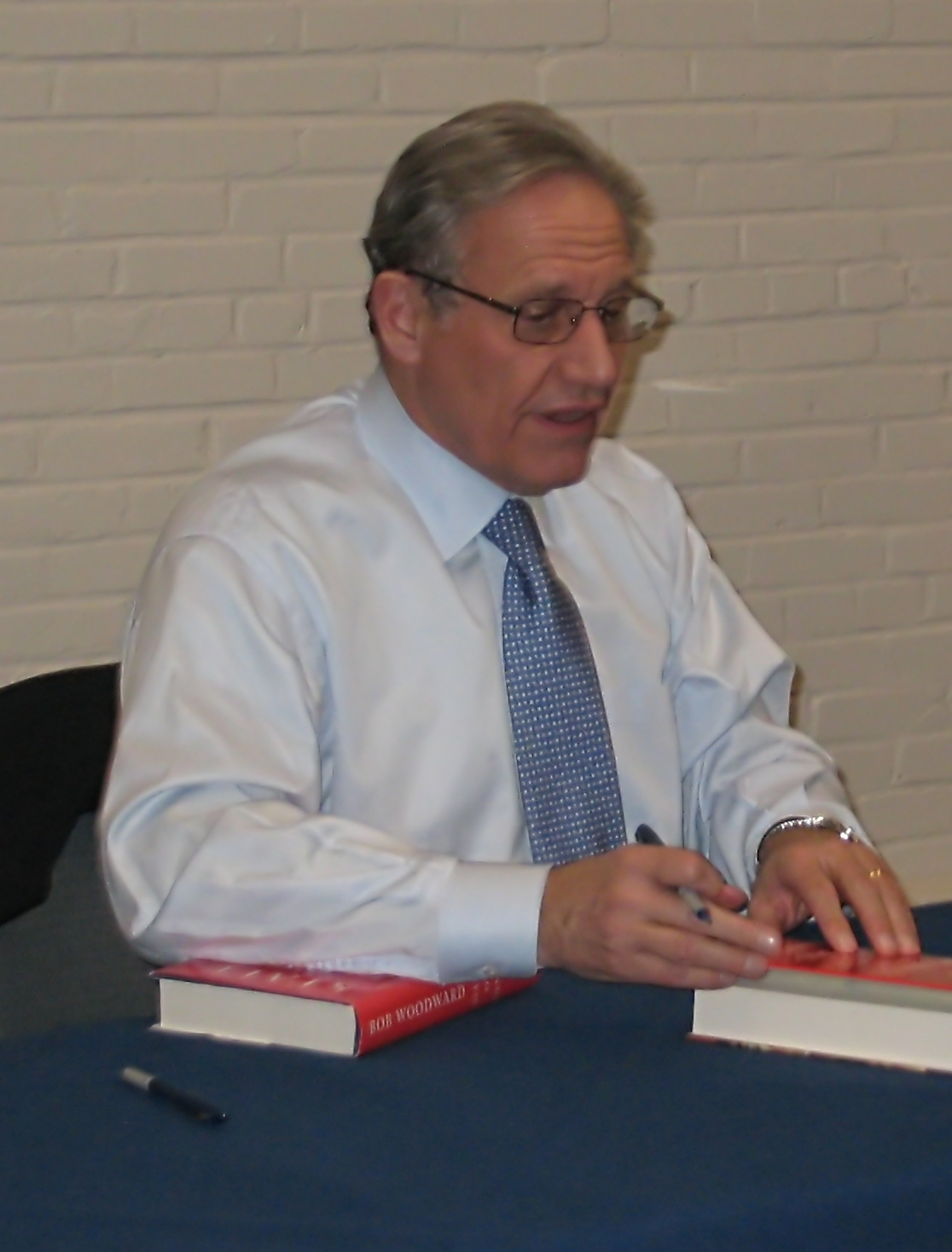
Вудворд, Боб
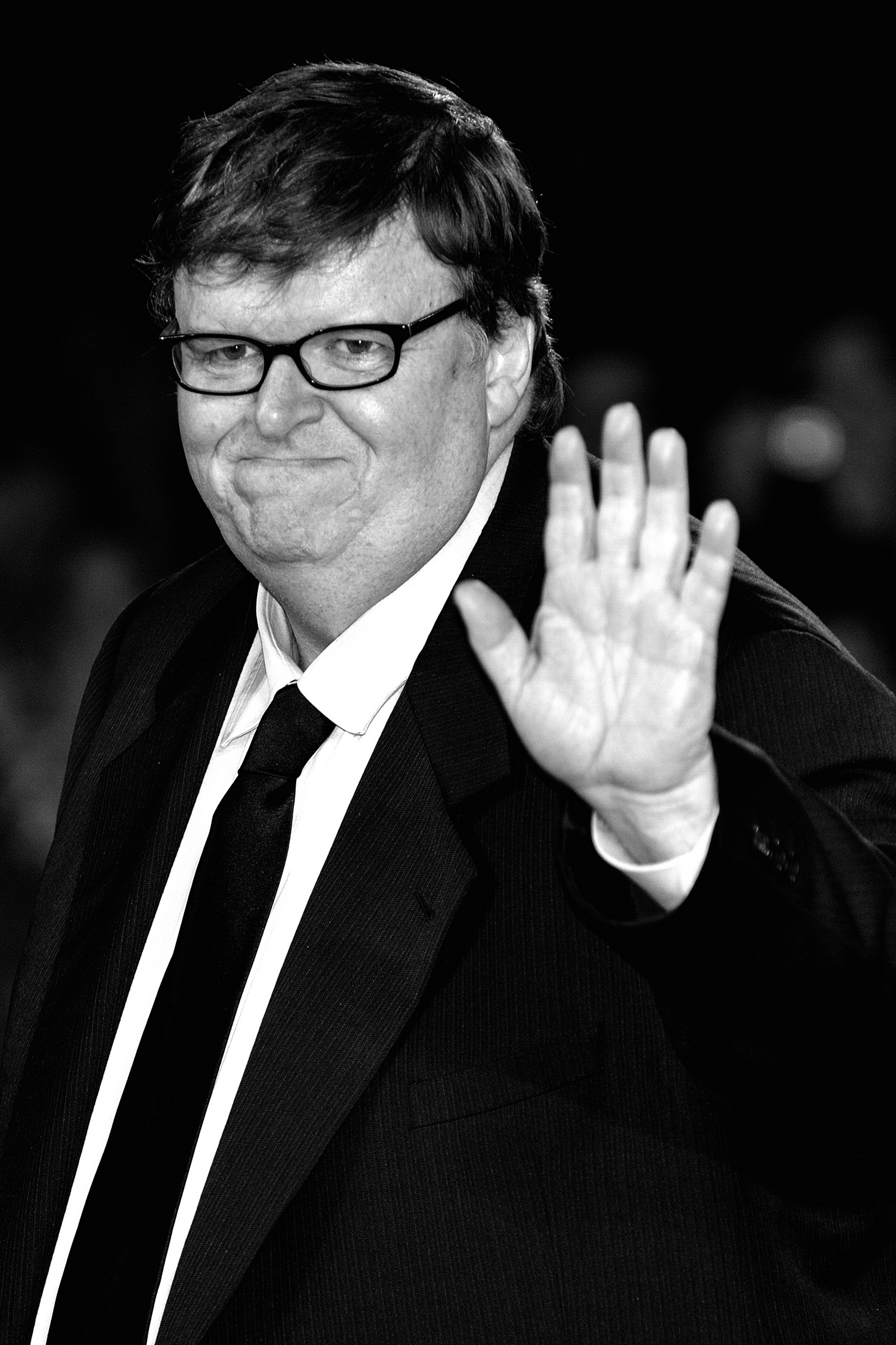
Мур, Майкл

## Журналистские расследования в России

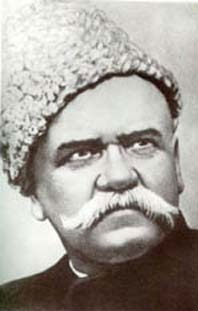
Владимир Гиляровский
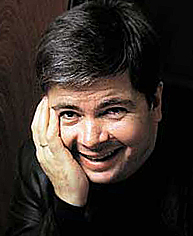
Артём Боровик
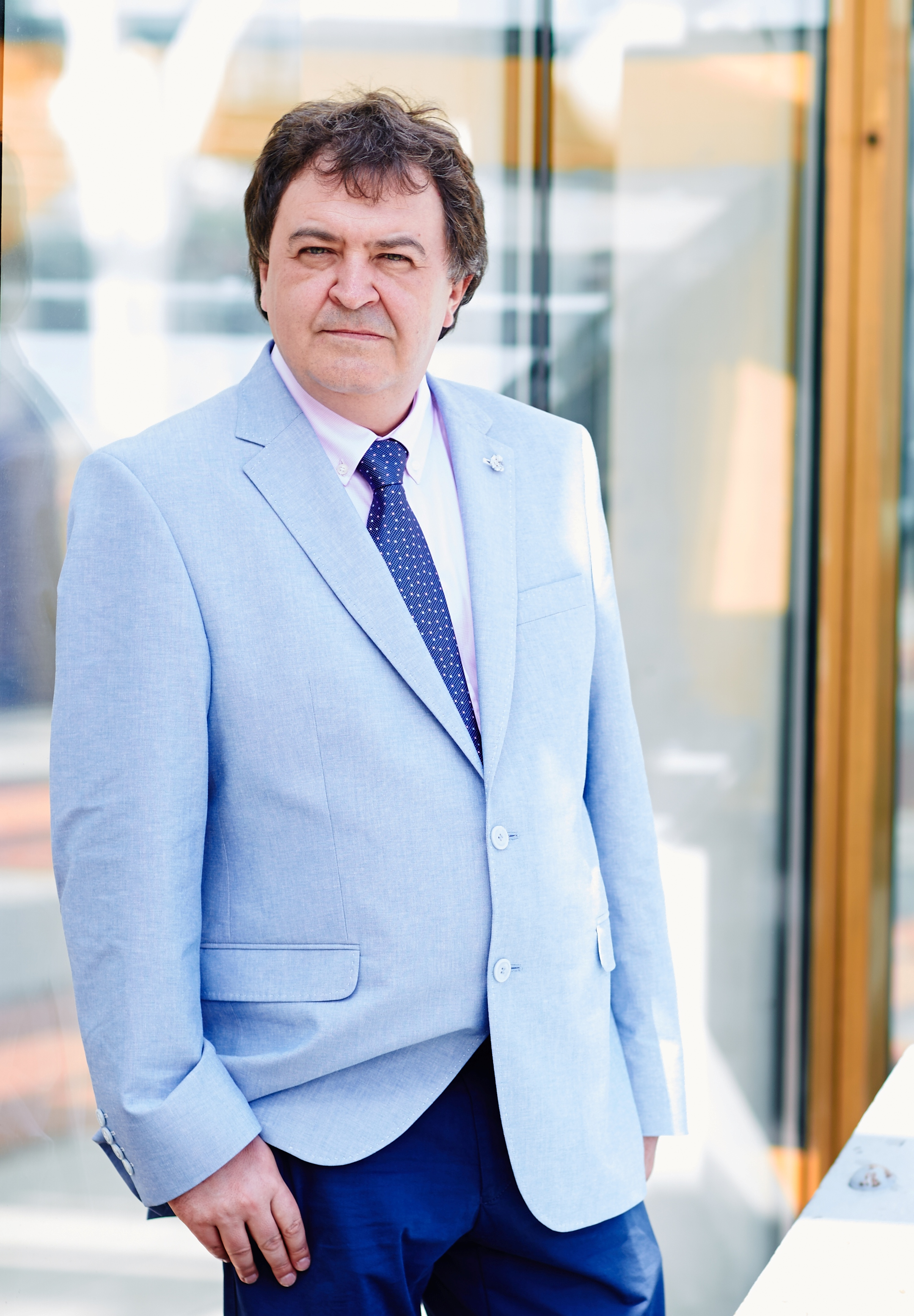
Дмитрий Лиханов
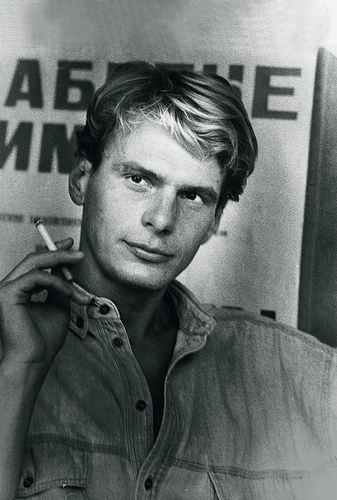
Евгений Додолев

#### В поддержку журналистских расследований

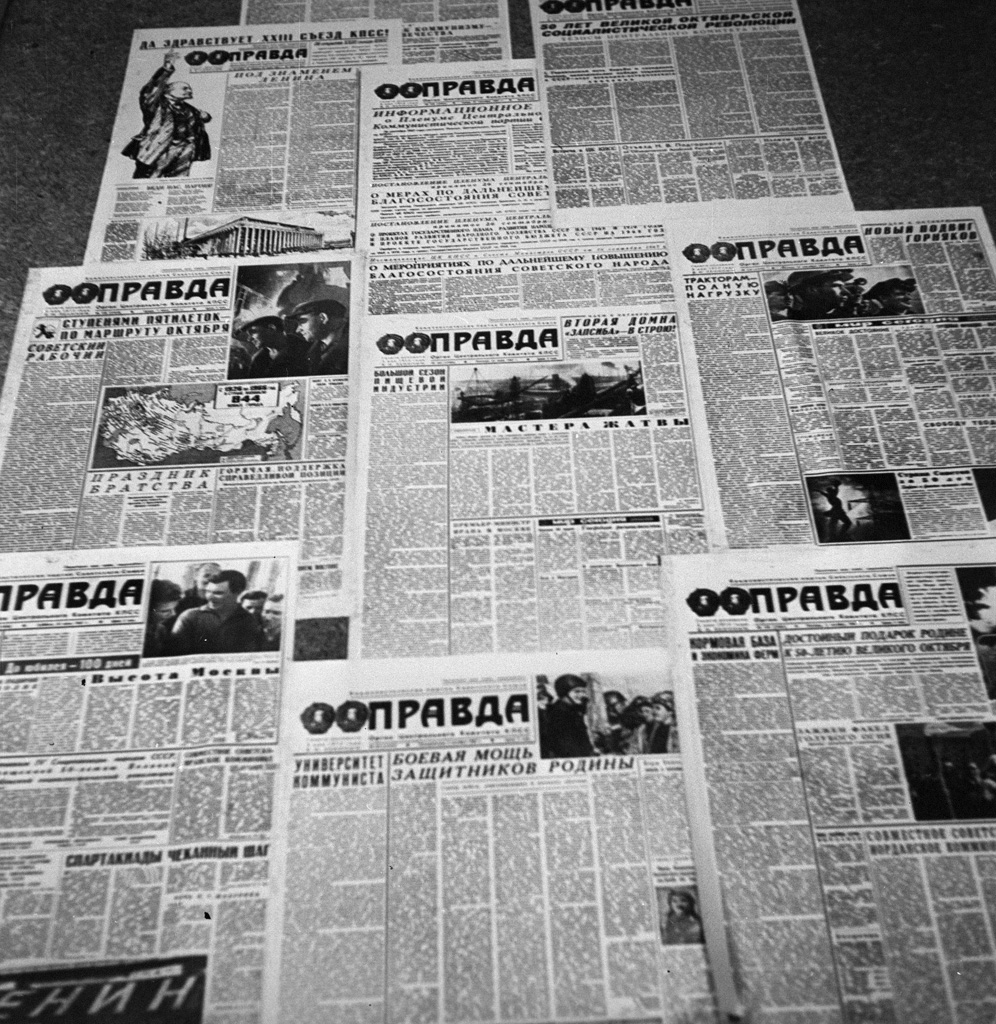
В советское время публикации в прессе являлись непосредственным основанием для возбуждения уголовного дела против коррупционеров различного уровня